# Gina Gogean
Gina Elena Gogean (Câmpuri, Romania 1978) és una gimnasta artística romanesa, ja retirada, guanyadora de cinc medalles olímpiques (si bé cap d'elles d'or) i de nou títols mundials.

## Biografia
Va néixer el 9 de setembre de 1978 a la ciutat de Câmpuri, població situada a la província de Vrancea, que en aquells moments formava part de la República Popular de Romania i que avui dia forma part de Romania.

## Carrera esportiva
Inicià la competició en gimnàstica artística amb l'equip romanès l'any 1990, en participar en els Goodwill Games, si bé va destacar en el Campionat d'Europa de gimnàstica artística realitzats a Nantes l'any 1992, on va aconseguir guanyar als 14 anys la medalla d'or en l'exercici de terra, a més de guanyar la medalla de plata en la prova individual. Aquell mateix any va participar en els Jocs Olímpics d'Estiu de 1992 celebrats a Barcelona (Catalunya), on va aconseguir guanyar la medalla de plata amb la selecció romanes en la prova per equips. En aquests mateixos Jocs aconseguí guanyar un diploma olímpic en la prova de salt sobre cavall en finalitzar cinquena i en la prova individual en finalitzar sisena.
En els Jocs Olímpics d'Estiu de 1996 realitzats a Atlanta (Estats Units) va aconseguir guanyar quatre medalles olímpiques: la medalla de plata en la prova individual per darrere Lilia Podkopayeva, així com tres medalles de bronze en les proves de salt sobre cavall, barra d'equilibris i la prova per equips. En aquests Jocs finalitzà setena en la prova d'exercici de terra, la seva gran especialitat.
Al llarg de la seva carrera guanyà quinze medalles en el Campionat del Món de gimnàstica artística, entre elles nou medalles d'or, i onze medalles en el Campionat d'Europa de l'especialitat.